# Instituto Ruso de Arte Teatral
El Instituto Ruso de Arte Teatral GuITIS (en ruso: Российский институт институт театрального искусства - ГИТИС), conocido también como Instituto Estatal de Arte Teatral, es una institución educativa ubicada en Moscú, Rusia, dedicada exclusivamente a las artes dramáticas. Fue fundado el 22 de septiembre de 1878 con el nombre de Escuela de Música Shostakovski, y se convirtió en la Escuela de Música y Drama de la Sociedad Filarmónica de Moscú en 1883, siendo elevado a la categoría de conservatorio en 1886 y rebautizado como Instituto de Música y Drama en 1918. Conocido como el Instituto Estatal Lunacharski para las Artes Teatrales (GuITIS) de 1934 a 1991, es la más grande y antigua escuela independiente de artes teatrales de Rusia. Importantes artistas como Lev Leshenko, Leonid Sóbinov, Jerzy Grotowski y Ala Pugachova han sido alumnos del instituto.

## Descripción
El instituto capacita a estudiantes en diversas profesiones en las artes teatrales (incluyendo ballet y actuación) y simultáneamente ofrece una educación universitaria tradicional en artes liberales y humanidades. Aproximadamente 1.500 estudiantes de varios países estudian en el GITIS.

## Historia

### sigloXIX

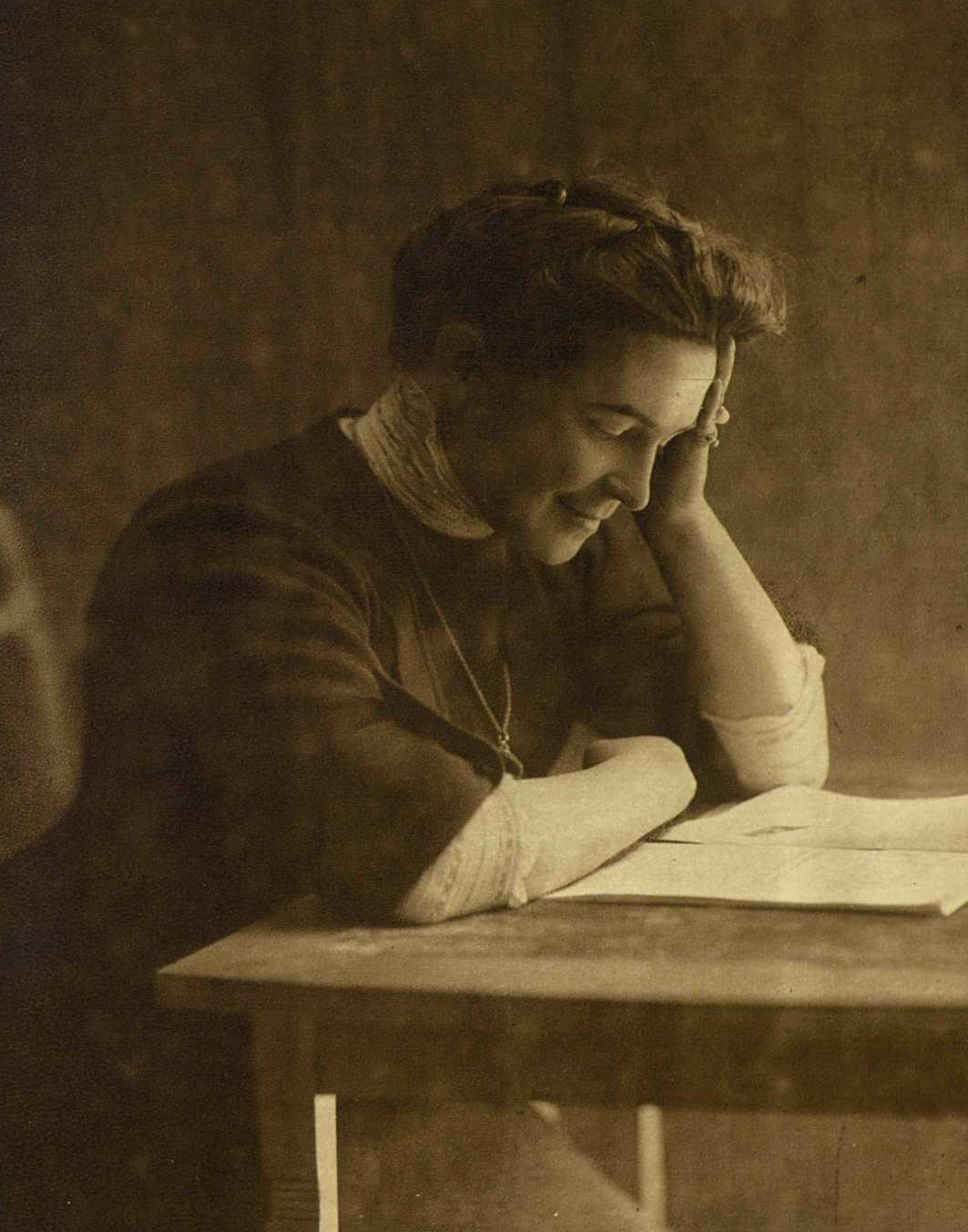
La actriz Olga Knipper se graduó del instituto en 1898.

La institución fue fundada a finales del siglo XIX bajo el nombre de Escuela de Música Shestakovski en Moscú, patrocinada por la Sociedad de Amantes de las Artes Musicales y Dramáticas. En 1883, este organismo pasó a llamarse Sociedad Filarmónica de Moscú y la escuela obtuvo el estatus de Escuela Especializada de Música y Drama, subordinada a dicha sociedad y bajo el patrocinio del duque Nicolás Nikoláyevich Románov el Joven.
Las clases de teatro de la escuela eran dirigidas por reconocidos actores, profesores y figuras teatrales como Alexander Yuzhin (1883-1889), Osyp Pravdin (1889-1891) y Vladímir Nemiróvich-Dánchenko (1891-1901). Entre los graduados de la clase de 1898 se encontraban Olga Knipper, Margarita Savitskaya y Vsévolod Meyerhold.

### sigloXX
En 1902, la escuela se trasladó al antiguo edificio de la familia Soldatenkov en Maly Kislovsky, donde está ubicada desde entonces. El 24 de octubre de 1903 fue aprobada la "Carta de la Escuela de Música y Drama de la Sociedad Filarmónica de Moscú bajo la protección de Su Alteza Imperial la Princesa Elisaveta Fedorovna". Según lo expresado en dicha carta, la escuela pasó a ser un departamento del Ministerio del Interior.

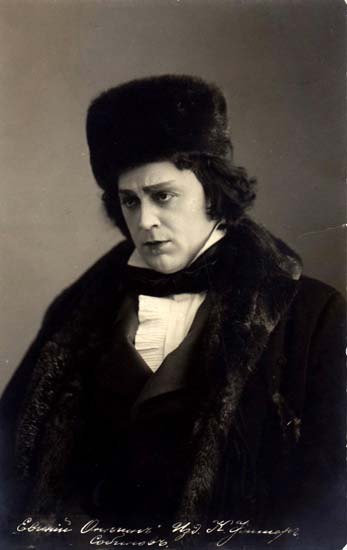
El cantante ruso Leonid Sóbinov hizo parte del alumnado de la institución.

Aclamados maestros de la cultura musical rusa como Rodolph Erlikh y Serguéi Kusevitski impartieron clases en la escuela. Entre los graduados de la escuela en ese momento destacaban el compositor Vasili Kalínnikov y el aclamado tenor operístico Leonid Sóbinov. La tradición presentación artística que era exigida para completar la formación teatral también fue implementada en las clases de música, en las que se escenificaban representaciones de ópera y programas de la orquesta sinfónica estudiantil, quienes pudieron hacer música con maestros como Pablo de Sarasate, Serguéi Rajmáninov, Leonid Sóbinov, Fiódor Chaliapin y Antón Arenski, entre otros.
A raíz del estallido de la Revolución Rusa de 1917, la escuela sufrió una serie de reorganizaciones y cambios de nombre generados por las reformas en el sistema educativo estatal.
En agosto de 1922, la escuela pasó a llamarse Instituto Estatal de Drama Musical y se unió a los Talleres Teatrales Estatales de Vsévolod Meyerhold. Esta asociación recibió el nombre de Instituto Estatal de Arte Teatral - GITIS. La fecha oficial de su formación fue el 17 de septiembre de 1922. Según el plan original, el GITIS debía unir tres grandes ramas de las artes escénicas: el teatro, la ópera y la coreografía.
En junio de 1923, el Instituto Estatal Práctico de Coreografía se unió al GITIS como un departamento separado, afianzando esta rama artística en su oferta académica. Se organizaron entonces tres departamentos: el dramático (A. Petrovsky - decano), el de ópera (Konstantin Saradzhev - decano) y el de coreografía (N. Rakhmanov - decano). En 1924, los institutos teatrales existentes en las ciudades de Moscú y San Petersburgo fueron clausurados arbitrariamente por el Consejo de Comisarios del Pueblo, sin embargo, el GITIS fue autorizado a graduar a los estudiantes de manera acelerada. Alternativamente, en 1925 se creó la Escuela Técnica Central de Arte Teatral (CETETIS), una institución educativa que brindaba formación de cuatro años.
En 1926, sobre la base de los graduados del GITIS y del teatro CETETIS, se generó el Teatro Musical en el distrito de Zamoskvorechye. Como fin lógico de este proceso se abrió la facultad pedagógica el 15 de septiembre de 1930. La facultad comenzó a preparar directores musicales y teatrales. Fue la primera experiencia de formación profesional dedicada exclusivamente a los directores. El GITIS sigue siendo hoy en día un líder reconocido en este campo.
El 2 de agosto de 1931, por decisión del Consejo de Comisarios del Pueblo, se reorganizó el sistema de educación artística en la República Socialista Federativa Soviética de Rusia, dando como resultado que el 1 de octubre del mismo año se creara la escuela secundaria de teatro, que recibió el nombre de GITIS. En julio de 1935 fueron renovadas las facultades, siendo dirección de producción (con tres años de formación), dirección (con cuatro años de formación) e interpretación (con cuatro años de formación) las escogidas. Durante esta época la facultad estaba conformada por destacados artistas como Serafima Birman, Leonid Baratov, Boris Mordvinov, Boris Sushkevich, Leonid Leonidov, Mijaíl Tarkhanov, Vasily Sakhnovsky, Olga Pyzhova, Boris Bibikov, Olga Androvskaya, Yosif Raevsky, Vasily Orlov, Andrey Lobanov, Mijaíl Astangov, Ilya Sudakov y Yury Zavadsky.

#### Segunda Guerra Mundial
Con el estallido de la Segunda Guerra Mundial en septiembre de 1941, el proceso educativo en el GITIS tuvo que detenerse temporalmente. Los estudiantes fueron evacuados de Moscú a Sarátov el 23 de octubre. En esa ciudad fue organizado El GITIS Front Theater por los graduados de las facultades de actuación y dirección en el verano de 1942, haciendo su contribución a un movimiento de teatros que funcionó durante la Segunda Guerra Mundial. Durante casi mil quinientos días de guerra, el teatro brindó casi igual número de presentaciones. Muchos graduados, estudiantes y profesores del GITIS tuvieron que luchar en varios frentes. Muchos de ellos fueron honrados con altos premios militares, incluyendo un Héroe de la Unión Soviética, al que N. Kachuevskaya fue honrado post mortem.

#### Periodo de posguerra
En los años de la posguerra, el GITIS tuvo un crecimiento exponencial. El 5 de agosto de 1946 fueron inauguradas cuatro nuevas facultades: ópera, dirección, ballet y coreografía. En 1958 se inauguró el Teatro Educativo del GITIS, conocido por sus numerosas producciones teatrales y por desempeñar el papel principal en la preparación de los estudiantes para todas las especialidades teatrales. En 1964, la facultad de dirección comenzó a preparar directores de espectáculos de variedades y en 1973 se organizó la facultad de dirección de variedades. El fundador y director de la facultad fue Ígor Sharoev. En 1975 se creó la facultad de arte circense y en 1992 se inauguró la facultad de escenografía.
En 1991 la institución recibió su nombre definitivo, Instituto Ruso de Arte Teatral - GITIS.

### sigloXXI
Actualmente, el instituto está integrado en el sistema mundial de educación teatral. Sus socios son las escuelas de teatro de Gran Bretaña (Universidad de Middlesex, la Escuela de Música de Guildhall y la Escuela de Actuación East 15 de Londres), Francia (Conservatorio Nacional de Arte Dramático de París y la Escuela Nacional Superior de Arte Teatral de Lyon), Holanda (Academia de Teatro de Ámsterdam), Alemania (Centro Teatral Internacional de Berlín), Israel (Escuela de Teatro Beit-Tsvi), Italia (Academia de Arte Dramático Silvio De Amiko de Roma y la Academia de Teatro de Roma) y Estados Unidos (Universidad Colgate y Universidad de Cornell).
Hoy en día la institución cuenta con ocho facultades. En cada facultad existen departamentos correspondientes a las especializaciones. Además, hay nueve departamentos interfacultativos para proporcionar a los estudiantes una educación integral en las artes escénicas y de humanidades. Al terminar el curso de posgrado de tiempo completo en una facultad elegida, el estudiante recibe un diploma de educación superior con un título de Magíster en la especialidad aplicable en las artes.

## Alumnado destacado
- Ígor Korosec, actor, profesión de actuación
- Jurij Alschitz, director de teatro, teorista
- Dmitri Bertman, director de ópera y teatro
- Mijaíl Butkévich, director de teatro, teorista
- Anatoli Efros, director de teatro
- Piotr Fomenko, director de teatro
- Simion Ghimpu, escritor y compositor
- Jerzy Grotowski, director de teatro, teorista
- Tanjo Israelov, bailarín, coreógrafo
- Chulpán Jamátova, actriz
- Alim Kouliev, actor y director de teatro
- Serguéi Koltakov, actor
- Saveli Krámarov,[14] actor
- Lev Leshchenko, actor, cantante
- Māris Liepa, bailarín de ballet
- Alexandre Marine, actor y director de teatro
- Eimuntas Nekrošius, director de teatro
- Yelena Nikoláieva, actriz
- Ala Pugachova, cantante
- Tatiana Samoilova, actriz
- Larisa Sinélschikova, productora
- Gueorgui Tovstonógov, director de teatro
- Anatoli Vasíliev, director de teatro
- María Smolnikova, actriz
- Román Viktyuk, director de teatro, actor, guionista
- Mark Zajárov, director de teatro y cine
- Andréi Sviáguintsev, actor y director de cine
- Cristina Flores, directora de teatro y docente[15]
- Olga Liubímova, política rusa, desde 2020 en la ministra de Cultura de Rusia